# John Christopher
John Christopher, Pseudonym für Christopher Samuel Youd (* 16. April 1922 in Knowsley, Lancashire, England; † 3. Februar 2012 in Bath), war ein britischer Science-Fiction-Autor.

## Leben
Christopher Samuel Youd wurde 1922 im englischen Lancashire geboren. 1932 zog er mit seinen Eltern nach Hampshire. Schon in der Schule war er begeistert von Science-Fiction und als Jugendlicher veröffentlichte er bereits ein kleines Fanmagazin mit dem Namen „The Fantast“. Seine Lieblingsautoren waren Aldous Huxley und Arthur C. Clarke. Im Alter von 16 Jahren verließ er die Schule und arbeitete für die Stadtverwaltung.
Von 1941 bis 1946 diente Samuel Youd in den Fernmeldetruppen der britischen Armee. Nach dem Krieg erhielt er ein Stipendium der Rockefeller Foundation für angehende Autoren, deren Karriere durch den Zweiten Weltkrieg unterbrochen worden war. Dies ermöglichte ihm, seinen ersten Roman The Winter Swan fertigzustellen. Das 1949 erschienene Buch war kein Science-Fiction-Werk.
Für den frisch verheirateten Familienvater reichte das Geld, das er als Autor verdiente, nicht aus. Er nahm eine Stelle im Auskunftsbüro eines Diamantenhändlers an. Schreiben konnte er nur noch in seiner Freizeit.
1954 erschien mit The Twenty Second Century, einer Sammlung von Kurzgeschichten, sein erstes Science-Fiction-Buch. Der erste Science-Fiction-Roman erschien 1955 unter dem Titel The Year of the Comet und hatte großen Erfolg, der bereits ein Jahr später von The Death of Grass (dt. Das Tal des Lebens) noch übertroffen wurde. The Death of Grass wurde 1970 unter dem Titel der amerikanischen Ausgabe (No Blade of Grass) verfilmt. Der Film blieb erfolglos und wurde von der Kritik allgemein als sehr schlechte Umsetzung bezeichnet.
Seine Karriere erreichte 1966 einen entscheidenden Wendepunkt: Samuel Youd war mit seiner Situation unzufrieden und suchte eine neue Herausforderung. Sein Verleger schlug ihm vor, ein Science-Fiction-Buch für Kinder zu schreiben. Youd war nicht begeistert von der Idee, entschied sich aber nach einiger Überlegung dazu, The White Mountains zu schreiben – der erste Teil einer Trilogie, die unter dem Titel The Tripods (deutscher Titel: Die dreibeinigen Monster) zum weltweiten Erfolg wurde. Erschienen sind die Bücher unter dem Pseudonym John Christopher.
Nach langem Leidensweg verstarb John Christopher am 3. Februar 2012 in Bath an einer Blasenkrebserkrankung.

## Pseudonyme
- John Christopher
- Fantacynic
- Hilary Ford
- William Godfrey
- C. S. Goud
- Peter Graaf
- Peter Nichols
- Anthony Rye
- William Vine

## Bibliografie
Max Larkin (Kurzgeschichten)
- Colonial (in: Astounding Science Fiction, April 1949; als Christopher Youd)
- Balance (in: New Worlds, #9 Spring 1951)
- Tree of Wrath (in: Worlds Beyond, January 1951; auch: The Tree)
- Breaking Point (in: New Worlds, #15 May 1952)
- Decoy (1954, in: John Christopher: The Twenty-Second Century)

Tripods
- 0 When the Tripods Came (Prequel) (1988)
  - Deutsch: Die Ankunft der dreibeinigen Monster. Übersetzt von Sabine Rahn. Arena, 2006, ISBN 3-401-05874-6.
- 1 The White Mountains (1967)
  - Deutsch: Dreibeinige Monster auf Erdkurs. Übersetzt von Wolfgang Schaller. Arena, 1971, ISBN 3-401-03599-1. Auch als: Tripods 1 – Dreibeinige Monster auf Erdkurs. Bearbeitet und aktualisiert von Sabine Rahn. Übersetzt von Wolfgang Schaller. Arena, Würzburg 2006, ISBN 3-401-05996-3.
- 2 The City of Gold and Lead (1967)
  - Deutsch: Das Geheimnis der dreibeinigen Monster. Übersetzt von Wolfgang Schaller. Arena, 1972, ISBN 3-401-03618-1. Auch als: : Tripods 2 – Das Geheimnis der dreibeinigen Monster. Bearbeitet und aktualisiert von Sabine Rahn. Übersetzt von Wolfgang Schaller. Arena, Würzburg 2006, ISBN 3-401-05873-8.
- 3 The Pool of Fire (1968)
  - Deutsch: Der Untergang der dreibeinigen Monster. Übersetzt von Wolfgang Schaller. Arena, 1972, ISBN 3-401-03631-9. Auch als: Tripods 3 – Der Untergang der dreibeinigen Monster. Bearbeitet und aktualisiert von Sabine Rahn. Übersetzt von Wolfgang Schaller. Arena, Würzburg 2006, ISBN 3-401-05998-X.
- The White Mountains / the City of Gold and Lead / the Pool of Fire (1968)
  - Deutsch: Die dreibeinigen Monster. Übersetzt von Wolfgang Schaller. Arena-Taschenbuch #1550, 1986, ISBN 3-401-01550-8.
- The Tripods Trilogy (Sammelausgabe von 1–3; 1980)
  - Deutsch: Die dreibeinigen Monster. Übersetzt von Wolfgang Schaller. Arena, 1983, ISBN 3-401-04015-4 (Sammelausgabe von 1–3).
- The Tripods Boxed Set of 4: When the Tripods Came / the White Mountains / the City of Gold and Lead / the Pool of Fire (Sammelausgabe von 0–3; 1999; auch: The Tripods Collection, 2014; mit Timo Würz (Ill.))
  - Deutsch: Tripods: Die dreibeinigen Herrscher. Mit Illustrationen von Timo Wuerz. Bearbeitet und aktualisiert von Sabine Rahn. Übersetzt von Wolfgang Schaller und Sabine Rahn. Cross Cult, 2016, ISBN 978-3-86425-841-1.

The Sword of the Spirits
- 1 The Prince in Waiting (1970)
  - Deutsch: Der Fürst von morgen. Übersetzt von Ilse Adolph. Hörnemann, 1973, ISBN 3-87384-127-4.
- 2 Beyond the Burning Lands (1971)
  - Deutsch: Hinter dem brennenden Land. Übersetzt von Ilse Adolph. Hörnemann, 1973, ISBN 3-87384-128-2.
- 3 The Sword of the Spirits (1972)
  - Deutsch: Das Schwert des Geistes. Übersetzt von Ilse Adolph. Hörnemann, 1974, ISBN 3-87384-129-0.
- Of Polymuf Stock (1971, in: M. R. Hodgkin (Hrsg.): Young Winter's Tales 2)
- The Sword of the Spirits (Sammelausgabe von 1–3 in Kassette; 1980)
- Deutsch: Der Fürst von morgen: Roman-Trilogie. Mit Vignetten von Jens Rassmus. Nachwort von Dietmar Dath. Übersetzt von Ilse Adolph. S. Fischer, Frankfurt, M. 2008, ISBN 978-3-596-85271-0.

In the Beginning
- In the Beginning (Erzählung, 1972)
- Dom and Va (Roman, 1973)
- In the Beginning (Sammelausgabe von Roman und Erzählung; 2015)

Fireball (Romane)
- 1 Fireball (1981)
  - Deutsch: Die Feuerkugel. Übersetzt von Hans-Georg Noack. Arena, 1983, ISBN 3-401-04016-2.
- 2 New Found Land (1983)
  - Deutsch: Flucht vor den Göttern. Übersetzt von Hans-Georg Noack. Arena, 1984, ISBN 3-401-03945-8.
- 3 Dragon Dance (1986)
  - Deutsch: Tanz der Drachen. Übersetzt von Hans-Georg Noack. Arena #4165, 1987, ISBN 3-401-04165-7.

Romane
- The Winter Swan (1949; als Christopher Youd)
- Babel Itself (1951; als Samuel Youd)
- Brave Conquerors (1952; als Samuel Youd)
- Crown and Anchor (1953; als Samuel Youd)
- Palace of Strangers (1954; als Samuel Youd)
- Holly Ash (1955; auch: The Opportunist, 1957; als Samuel Youd)
- The Year of the Comet (1955; auch: Planet in Peril, 1959)
- The Death of Grass (1956; auch: No Blade of Grass, 1957)
  - Deutsch: Das Tal des Lebens. Übersetzt von Gerhard Thebs. Weiss, 1959.
- The Caves of Night (1958)
- The Sapphire Conference (Joe Dust #3, 1959)
- A Scent of White Poppies (1959)
- Giant’s Arrow (1960; als Samuel Youd)
- The Long Voyage (1960; auch: The White Voyage, 1961)
- The Choice (1961; auch: The Burning Bird, 1964; als Samuel Youd)
- The Long Winter (1962; auch: The World in Winter)
- Cloud on Silver (1964)
- The Possessors (1964)
  - Deutsch: Die Unheimlichen. Übersetzt von Maren Organ. Hoffmann und Campe, 1966.
- Sweeney’s Island (1964; auch: Cloud on Silver)
- The Ragged Edge (1965; auch: A Wrinkle in the Skin)
  - Deutsch: Insel ohne Meer. Übersetzt von Hans-Ulrich Nichau. Goldmanns Zukunftsromane #70, 1966, DNB 456275924.
- The Little People (1966)
- Pendulum (1968)
- The Lotus Caves (1969)
  - Deutsch: Die Lotushöhlen. Übersetzt von Hans-Georg Noack. Georg Bitter #231, 1977, ISBN 3-7903-0231-7.
- The Guardians (1970, Roman)
  - Deutsch: Die Wächter. Übersetzt von Johannes Piron. Georg Bitter #201, 1975, ISBN 3-7903-0201-5.
- Wild Jack (1974)
  - Deutsch: Abenteuer zwischen zwei Welten. Übersetzt von Ulrike Killer. Arena #3825, 1978, ISBN 3-401-03825-7.
- Castle Malindine (1975; als Hilary Ford)
  - Deutsch: Flammen im Schloss. Hilary Ford. Übersetzt von Uta McKechneay. Heyne-Bücher / 03 #2151, München 1984, ISBN 3-453-11341-1.
- A Bride For Bedivere (1976; als Hilary Ford)
  - Deutsch: Die verzweifelte Braut. Übersetzt von Uta Mc Kechneay. Heyne-Bücher / 03 #2107, München 1982, ISBN 3-453-11300-4.
- Empty World (1977)
  - Deutsch: Leere Welt. Übersetzt von Hans-Georg Noack. Bitter, Recklinghausen 1979, ISBN 3-7903-0263-5.
- A Dusk of Demons (1993)
- Bad Dream (2000, 3 Teile in: Spectrum SF, #4 November ff.)

Sammlungen
- The Twenty-Second Century (1954)

Kurzgeschichten
1939:
- Citadel of Dreams (4 Teile in: The Satellite, January 1939 ff.; als C. S. Youd, mit Charles Eric Maine, Frank D. Wilson und John Burke)
- Fanopolis (5 Teile in: The Fantast, May 1939 ff.; als Fantacynic)
- Ladders (in: The Fantast, October-November 1939; als Fantacynic)

1940:
- The Survivors (in: The Fantast, May 1940; als Fantacynic, mit John Burke)

1949:
- Christmas Tree (in: Astounding Science Fiction, February 1949; auch: Christmas Roses, 1954; als Christopher Youd)
  - Deutsch: Der letzte Flug. Übersetzt von Wulf H. Bergner. In: Helmuth W. Mommers und Arnulf D. Krauß (Hrsg.): Die Nacht der zehn Milliarden Lichter. Heyne SF&F #3106, 1967. Auch als: Weihnachtsrosen. Übersetzt von Barbara Röhl. In: Carsten Polzin (Hrsg.): Das Fest der Elfen. Piper Fantasy TB #6706, 2009, ISBN 978-3-492-26706-9.

1950:
- Monster (in: Science-Fantasy, v 1 # 1, Summer 1950; als Christopher Youd)

1951:
- Socrates (in: Galaxy Science Fiction, March 1951)
- Man of Destiny (in: Galaxy Science Fiction, May 1951)
- In the Balance (in: Future Combined with Science Fiction Stories, July 1951; als C. S. Youd)

1952:
- Resurrection (in: Science-Fantasy, v 2 # 4, Spring 1952)

1953:
- Mr. Kowtshook (in: Avon Science Fiction and Fantasy Reader, January 1953)
- Aristotle (in: Science Fiction Quarterly, February 1953)
- Relativity (in: Space Science Fiction, February 1953)
- The Drop (in: Galaxy Science Fiction, March 1953)
  - Deutsch: Sprung in die Verbannung. In: Clark Darlton und Thomas Schlück (Hrsg.): Galaxy 12. Heyne SF&F #3138, 1969.
- The Prophet (in: New Worlds Science Fiction, #20 March 1953)
- The Rather Improbable History of Hillary Kiffer (in: Avon Science Fiction and Fantasy Reader, April 1953; auch: The Rather Improbable History of Hilary Kiffer, 1954; als William Vine)
- Death Sentence (in: Imagination, June 1953; als William Vine)
- Explosion Delayed (in: Space Science Fiction, July 1953; auch: Rock-a-Bye, 1954; als William Vine)
- Planet of Change (in: Authentic Science Fiction Monthly, #36 (August) 1953)
- Blemish (1953, in: Authentic Science Fiction Monthly, #39 November)
- Museum Piece (1953, in: Orbit, No. 2)

1954:
- Rocket to Freedom (in: Imagination, February 1954)
- Escape Route (in: New Worlds Science Fiction, #24 June 1954)
- The New Wine (in: Fantastic Story Magazine, Summer 1954; als William Vine)
  - Deutsch: Heimkehr. Übersetzt von Peter Naujack. In: Peter Naujack (Hrsg.): Roboter. Diogenes, 1962.
- The Name of This City (in: If, October 1954)
- Vacation (in: If, November 1954)
- Talent (1954, in: Nebula Science Fiction, Number 11)
- Talent for the Future (in: Fantastic Universe, December 1954)
- The $64 Question (1954, in: John Christopher: The Twenty-Second Century)
- Begin Again (1954, in: John Christopher: The Twenty-Second Century)
- Occupational Risk (1954, in: John Christopher: The Twenty-Second Century)
- Rich and Strange (1954, in: John Christopher: The Twenty-Second Century)
- Sentence of Death (1954, in: John Christopher: The Twenty-Second Century)
- A Time of Peace (1954, in: John Christopher: The Twenty-Second Century)
- Weapon (1954, in: John Christopher: The Twenty-Second Century)

1955:
- Conspiracy (in: Authentic Science Fiction Monthly, #53 January 1955)
- Manna (in: New Worlds Science Fiction, #33 March 1955)

1957:
- The Gardener (in: Tales of the Frightened, Spring 1957)
- The Noon’s Repose (in: Infinity Science Fiction, April 1957)
- Doom Over Kareeta (in: Satellite Science Fiction, October 1957)

1959:
- A World of Slaves (in: Satellite Science Fiction, March 1959)
- Winter Boy, Summer Girl (in: Fantastic Science Fiction Stories, October 1959)

1965:
- A Few Kindred Spirits (in: The Magazine of Fantasy and Science Fiction, November 1965)

1966:
- Rendezvous (in: Playboy, September 1966)
- Communication Problem (1966)

1967:
- The Little People (1967)

1969:
- A Cry of Children (1969, in: John Burke (Hrsg.): More Tales of Unease)
- Ringing Tone (1969, in: Herbert van Thal (Hrsg.): The Tenth Pan Book of Horror Stories)

1972:
- The Island of Bright Birds (in: Ellery Queen’s Mystery Magazine, February 1972)
- Specimen (in: The Magazine of Fantasy and Science Fiction, December 1972)
  - Deutsch: Waidmannsheil. Übersetzt von Wulf H. Bergner. In: Wulf H. Bergner (Hrsg.): Der Aufstand der Kryonauten. Heyne SF&F #3454, 1975, ISBN 3-453-30338-5.

1974:
- The Long Night (in: Galaxy, October 1974)

1977:
- Summer’s Lease (1977, in: Mike Ashley (Hrsg.): The Best of British SF 1)

1988:
- How We Were Tracked by a Tripod (1988, in: Edward Blishen (Hrsg.): Science Fiction Stories)

1991:
- A Journey South (in: Interzone, #44 February 1991)

1997:
- Paths (1997, in: Dennis Pepper (Hrsg.): The Young Oxford Book of Nasty Endings)

2008:
- Return to Earth (2008; mit Susan Binder)

## Verfilmungen
- 1970: No Blade of Grass, Regisseur: Cornel Wilde
- 1984: The Tripods, BBC
- 1986: Die Wächter, WDR
- 1987: Leere Welt („Empty World“)